# Marsch (transport)
Det här är en artikel om marsch som förflyttning. För andra betydelser, se Marsch.

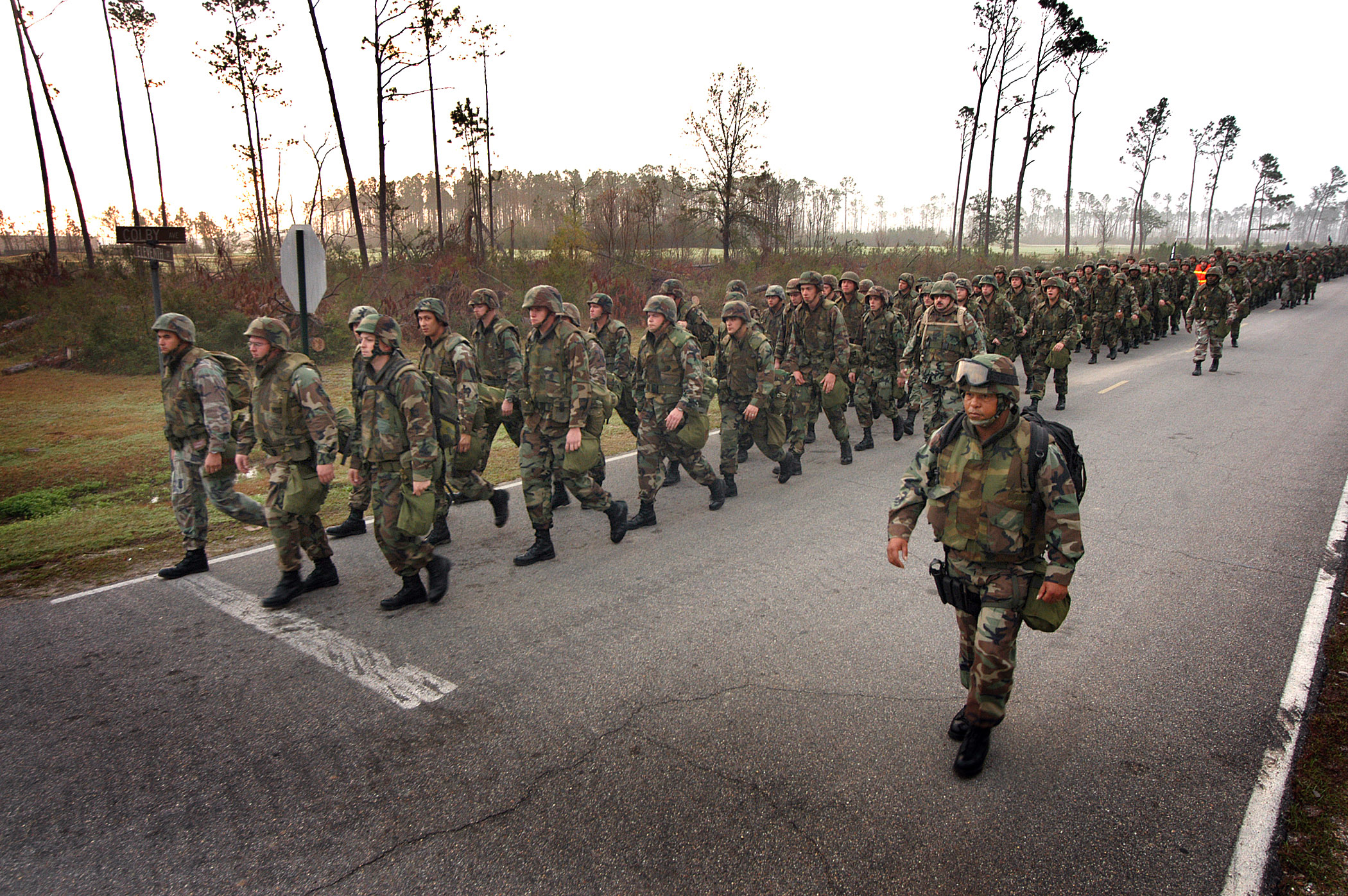
Trupp ur USA:s flotta (Seabees) på träningsmarsch, 2006

Marsch innebär förflyttning av militär trupp. I allmänhet förstås marsch som en del av exercis och sker i regel till fots och ofta i takt. I militärt språkbruk inbegriper dock begreppet förflyttning av trupp – oavsett tillvägagångssätt.

## Historik
Marschen som förflyttning var ursprungligen en vital del av krigföringen. I krig där bristen på fungerande sambandsmedel försvårade eller omöjliggjorde ledning av de militära förbanden, var fastställda formationer och förflyttningssätt mycket viktiga för att till exempel kunna nå maximal styrka vid ett slag. Samtidigt var marschen viktig för att ge ett kraftfullt och enhetligt intryck.
Under längre marscher kunde arméer spridas ut över stora områden, för att kunna leva och inte få det alltför obekvämt. När man närmade sig fienden minskades marschområdet. En vanlig dagsmarsch om 21 km kunde tillryggaläggas på 6–9 timmar av infanteri. Kavalleri behövde något mindre tid. En ökad dagsmarsch om 32 km kunde ta 9–14 timmar. Om ännu snabbare förflyttning önskades, kunde man dra in vilodagar och endast ta paus för sömn och måltider.[källa behövs]

## Nutid
Fortfarande är marsch som förflyttningstyp viktig inom moderna försvarsmakter. Förutom att den anknyter till lång tradition är det fortfarande ett sätt att på ett enkelt och överskådligt sätt förflytta stora truppförband, materiel och fordon.
Truppens marschförmåga påverkas av utrustningen och dess underhåll, utbildning, disciplin och ledning. Marschområdets utsträckning i marschriktningen kallas marschdjup. Modern förflyttning sker med hjälp av motorfordon, järnväg och i förekommande fall flyg och fartyg. Detta ställer andra krav på ledning av förbanden och dess logistik.

## Sverige
Inom den svenska Försvarsmakten stöds större truppförflyttningar till lands av så kallade transportledare och av militärpolis. Transportledarna kan till exempel svara för vägvisning, sambandstjänst och underhållstjänst som till exempel drivmedelsersättning och utspisning. 

### Movconplutonen
Ett exempel på ett modernt transportlednings- och trafiktjänstförband är den så kallade Movconplutonen (Movement control platoon) inom Nordic Battlegroup, NBG. Den är bemannad med 52 personer och skall svara för transportledning och trafiktjänst då NBG är under förflyttning. I dessa uppgifter ingår också tullklarering och hantering av transporthandlingar vid landgränser. Plutonen kan verka vid tre så kallade terminaler (transportknutar) samtidigt, till exempel en hamn, ett flygfält och en järnvägsstation. Plutonen kan då koordinera mottagning och vidareslussning av militära förband. Movconplutonen har en låg skyddsnivå och är beroende av andra förband om de skall lösa uppgifter i områden med högre hotbild.

## Marsch till musik
I musiksammanhang menas med marsch dels en musikgenre eller en komposition i denna genre (se marschmusik), dels förflyttning i takt med sådan musik av en musikkår och eventuellt annan trupp, exempelvis vid parader eller högvaktsavlösningar.